# Léon Vignols
Pour les articles homonymes, voir Vignols.
Léon Vignols, né le 18 février 1859 à Cambrai et mort le 8 février 1937 à Paramé, est un historien français. Il se consacra notamment à l'étude du commerce maritime sous l'Ancien Régime, à l'histoire de la traite négrière et de l'esclavage aux colonies, et à la piraterie.

## Biographie
Il publia de nombreux articles dans la revue de recherche historique Annales de Bretagne. 

## Publications (sélection)
- La Piraterie sur l'Atlantique au XVIIIe siècle, Imprimerie Oberthur, Rennes, 1890.
- L'Ancien concept monopole et contrebande universelle, Librairie Marcel Rivière, Paris, 1925.